# Basilica della Santissima Trinità del Cancelliere
La Basilica Collegiata della Santissima Trinità del Cancelliere, comunemente conosciuta come basilica La Magione, (Chiamata anche Basilica della ss. Trinità, Basilica del Cancelliere, Commenda della Magione); è una delle più antiche chiese della città di Palermo, sita nei pressi del quartiere della Kalsa, di fronte all'omonima piazza.
Ha la dignità di basilica minore.

## Storia, Cronologia, enti ecclesiastici: Beni e Benefici

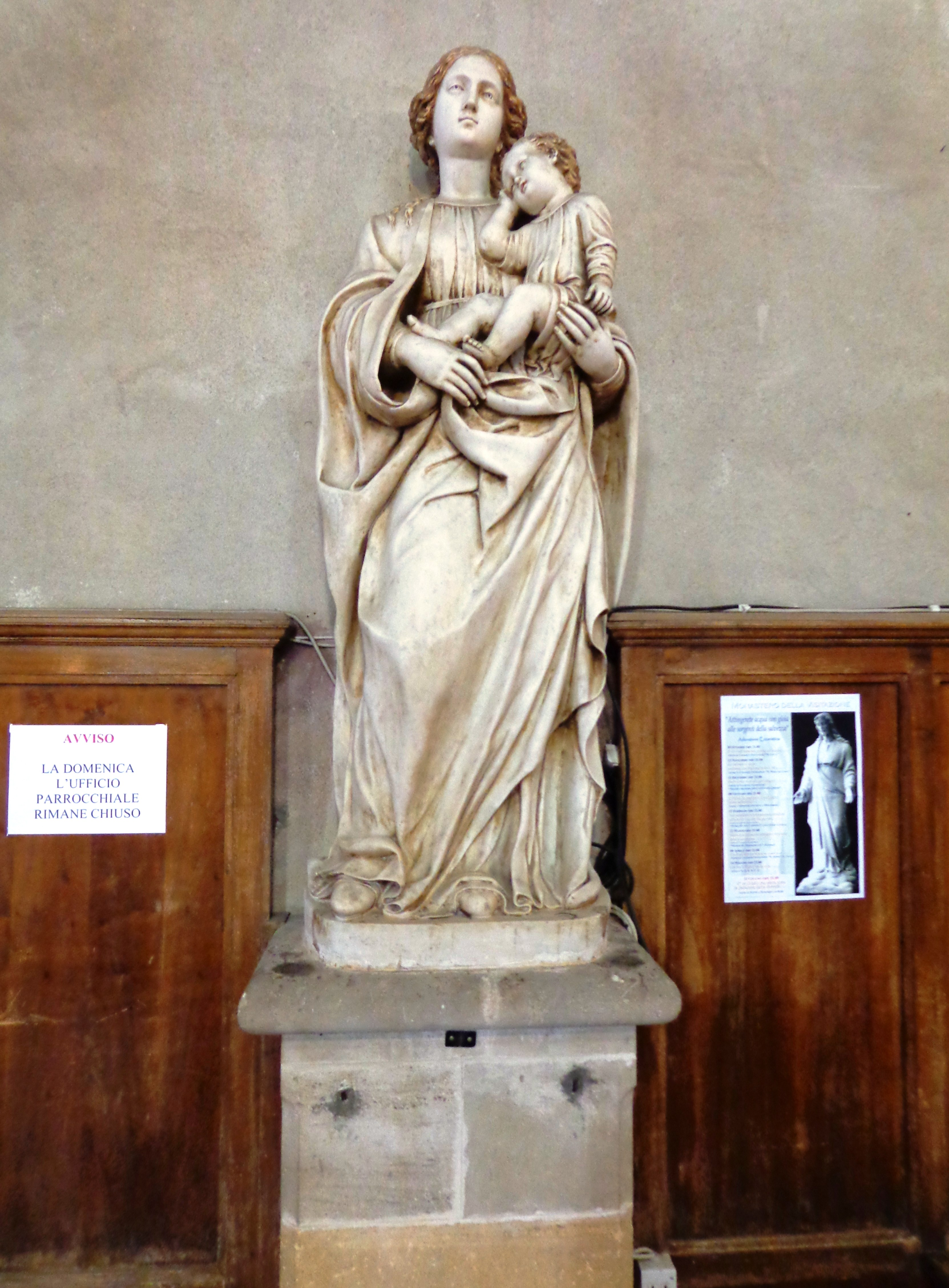
Madonna con bambino.

### Premesse
Dominio bizantino di Palermo durò dal 535 fino alla conquista islamica della Sicilia. La caduta di Palermo in mano araba avviene tra gli anni 830–831. Il complesso del cancelliere molto probabilmente era complesso con moschea. La fondazione propria dell'edificio è ignota, forse bizantina, ulteriori indagini stratigrafie aiuterebbero a identificare anche una probabilmente edificazione certa del luogo.

### Epoca Normanna
1049 I normanni impediscono al nuovo arcivescovo di Palermo Umberto di Silva Candida, di sbarcare sull'isola. 
Gli archivi custodivano il Tabulario della Commenda della Magione. L’archivio della Commenda della Magione e importante per gli storici, perché riguarda l’amministrazione dei beni appartenenti alla chiesa della Magione. La conferma dei benefici avviene anche ad opera di alcuni Papi come, Onorio III. L'ordine, in progresso con i tempi, raggiunse tutta la Sicilia, ampliandosi o riducendosi come gli altri ordini del periodo, soprattutto intorno a Palermo. La convivenza tra questi ordini ecclesiastici (ma con forti componenti di laici)  non era sempre buona. La commenda ebbe in seguito, aggregati o sotto la sua dipendenza molti altri possedimenti o istituti, come le Commende gerosolimitane, le abbazie di Parco delle Madonie e Partinico, le baronie di Prizzi e Palazzo Adriano, le tenute reali di Ficuzza e Boccadifalco ed altri. Tra gli aggregati spicca, per importanza, il Gran Priorato di Messina, la cui origine (nel 1070) va collegata alla necessità degli amalfitani di disporre di una grancia nei pressi del porto cittadino, allo scopo di conservare le mercanzie, un ospedale per comodità dei pellegrini (e dei vari vestiti combattenti, ricambi, nutrimento base) che percorrevano una delle tante rotte della Prima Crociate, In particolare che da Messina partivano alla volta di Gerusalemme e ritorno (provenienza sparsa, migrazioni medioevali).
Ultima delle chiese edificate durante la dinastia normanna degli Altavilla: re Tancredi di Lecce vi seppellì il figlio Ruggero e lui stesso volle essere sepolto nella Basilica (febbraio 1194).

### Dominio del Sacro romano impero
Enrico VI di Svevia il 28 dicembre 1194 fece disseppellire i resti di Tancredi e Ruggero che, privati delle insegne regali, furono decapitati davanti alla plebaglia e quindi gettati in una fossa comune. Nel 1197 Enrico VI cacciò i cistercensi, che gli erano stati ostili, e favorì l'“ordo hospitalis Sanctae Mariae theutonicorum Jerusalem”  che annoverava lo stesso imperatore tra i suoi confratelli. I Cavalieri Teutonici in seguito a donazioni, ne aumentarono la proprietà e il prestigio. Divenuta la "Casa dei Cavalieri Teutonici", era così la magione, da cui il nome della chiesa del precettore generale dell'ordine. La chiesa e gli uniti possedimenti erano governati da un precettore generale di Sicilia che aveva anche giurisdizione su tutte le case o mansiones (da qui il nome) Commenda della magione. "Del cancelliere" perché era la sede del cancelliere ecclesiastico. 
La chiesa della Magione viene aggregata all’ordine costantiniano di S. Giorgio e data in commenda prima all'infante Gennaro di Borbone-Due Sicilie (morto nel 1789 a 9 anni), quindi al fratello Leopoldo di Borbone-Due Sicilie principe di Salerno (1790-1851) ed infine allo zio di quest'ultimo Leopoldo di Borbone-Due Sicilie conte di Siracusa (1813-1860). 

### Regno d'Italia e Repubblica italiana
Dopo la sua morte, il complesso si amministrava direttamente come azienda autonoma sotto la dipendenza del Ministero delle Finanze, questo fino al 1864.
Oggi la provincia ecclesiastica di Palermo comprende le seguenti suffraganee, arcidiocesi di Monreale, diocesi di Cefalù, diocesi di Mazara del Vallo, diocesi di Trapani.

## Commenda della Magione e Benefici delle terre siciliane

### Primi Benefici delle Terre siciliane
Risale al 1273 l'atto di divisione tra i monasteri di Sant'Angelo e San Cristoforo.
La Commenda.comprende i territori del casale Risalaime Misilmeri le dipendenze e le pertinenze della chiesa di San Giovanni dei Lebbrosi. 2781
Nel 1787 la Real Corte di Ferdinando IV di Napoli incamerò le terre di Villa di Adriano fino allora amministrate dagli abati di Fossanova. Le terre appartenevano a Matteo Bonello che le ripartì tra i monasteri di Sant'Angelo e San Cristoforo. Federico II confermò la donazione di Matteo Bonello concedendo l'area e le due istituzioni religiose, fino ad allora di pertinenza del demanio della Corte Imperiale, all'abbazia di Fossanova.

### Esterno

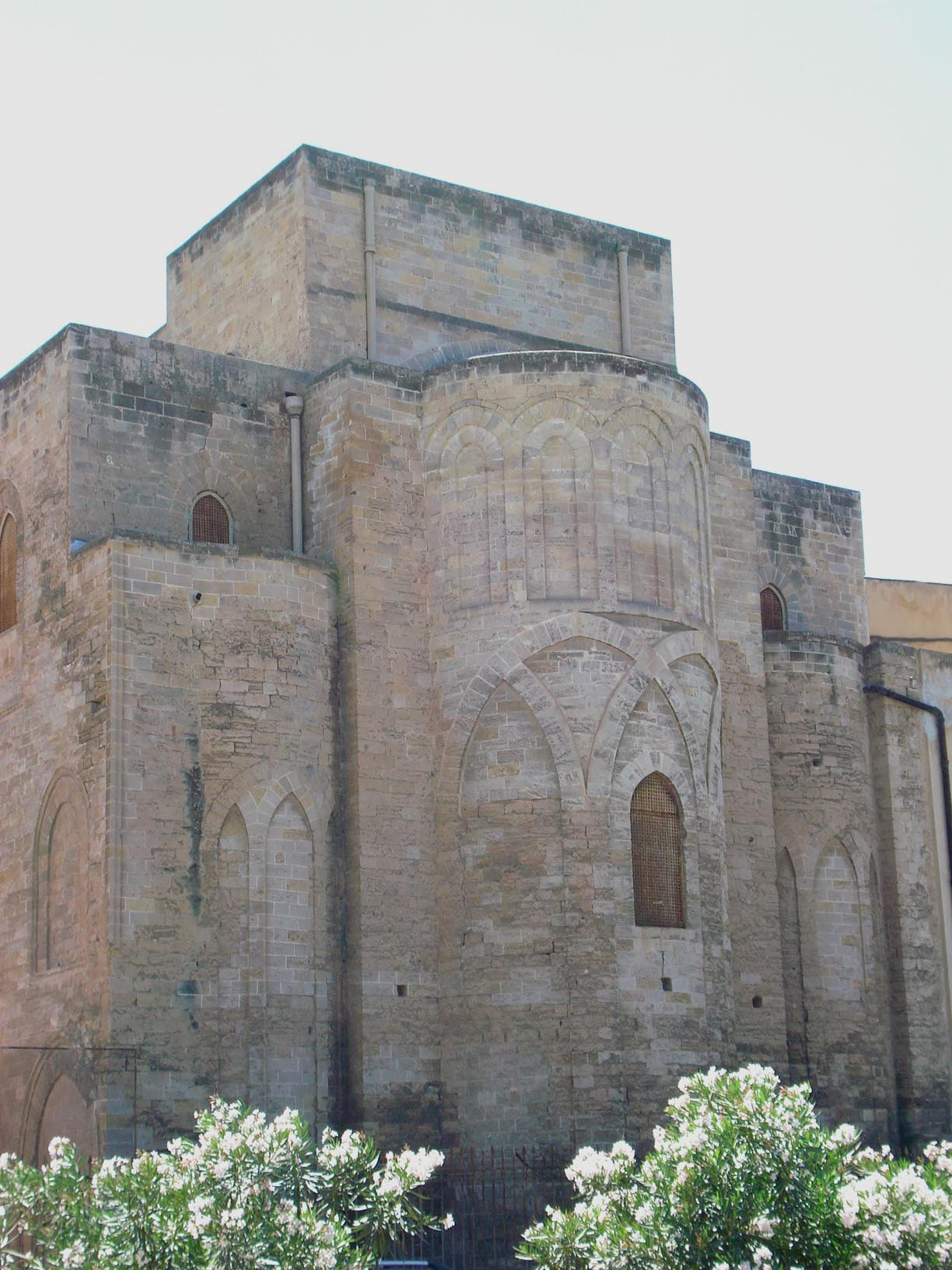
Esterno Absidi.

Il recinto consacrato accoglieva la primitiva Moschea, l'Ospedale per pellegrini, il chiostro col monastero - convento, l'Antioratorio di Santa Cecilia che costituisce l'accesso al settecentesco Oratorio del Santissimo Crocifisso alla Magione.
è del 1717 il portale barocco con le statue della Fede e Carità introduce alla piazzetta antistante gli ingressi, sul timpano è incastonato un medaglione con la Croce Costantiniana.

#### Ospedale per pellegrini
Del 1197 sede dell'“ordo hospitalis Sanctae Mariae theutonicorum Jerusalem” altrimenti noto come Ospedale di Santa Maria dei Teutonici o Ospedale della Santissima Trinità di Gerusalemme, struttura fondata nel 1160 da Matteo d'Ajello, gestito dai Cistercensi, poi dai Teutonici.

#### Oratorio del Santissimo Crocifisso alla Magione

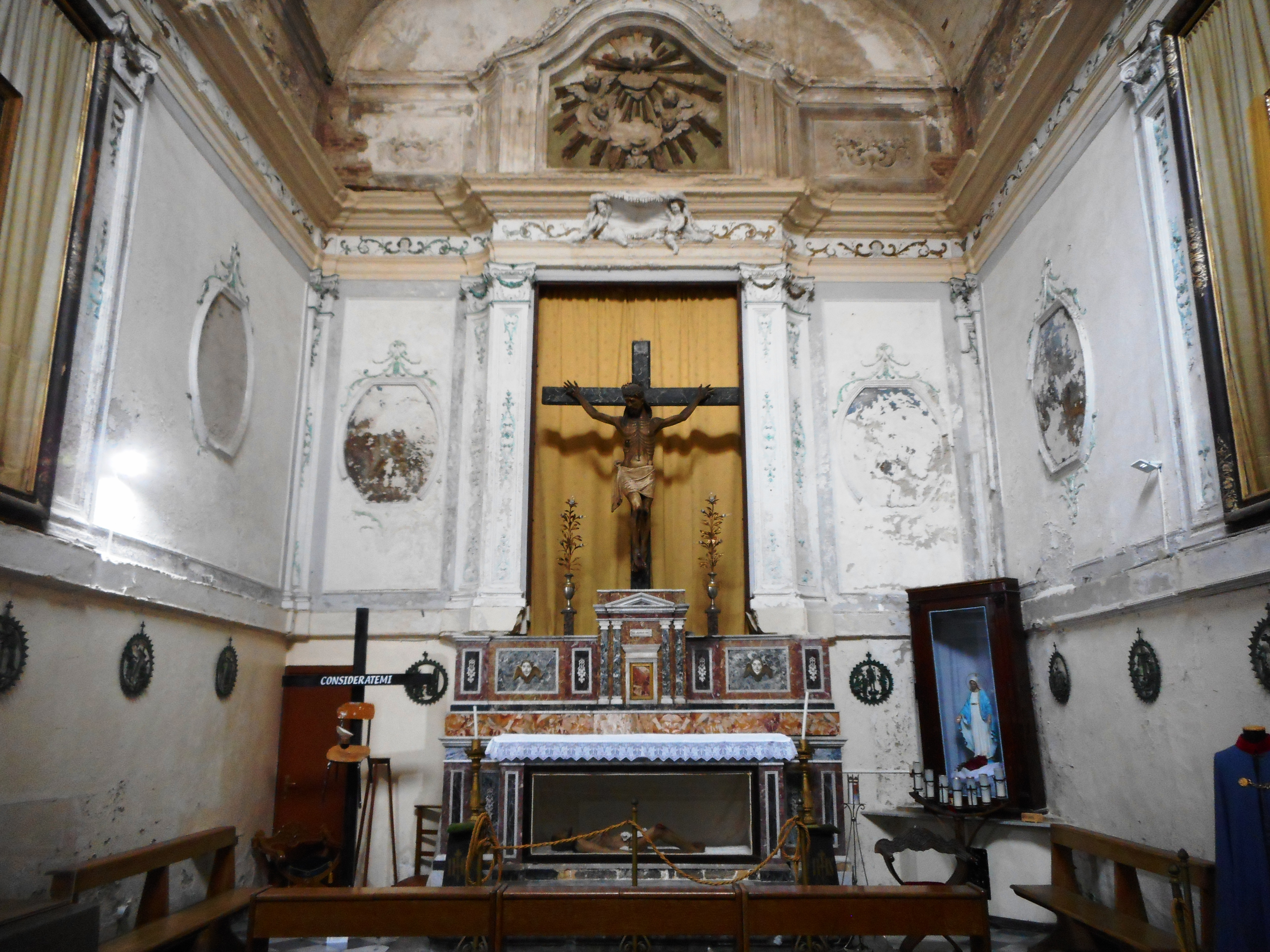
Oratorio del Santissimo Crocifisso

La confraternita del Santissimo Crocifisso, con chiesa, dedita alle pratiche di pietà e di assistenza agli ammalati, ebbe in dotazione nel XVIII secolo dal cardinale Antonio Branciforte Colonna la concessione di un locale ricavato nel primitivo refettorio della Magione. 
Nel tempo molti affreschi dei medaglioni si sono deteriorati. L'addobbo in stucco della fascia che raccorda le pareti con la volta a botte, sopra l'altare maggiore la raffigurazione dello Spirito Santo con cherubini disposti su raggiera. Due putti disposti sul cornicione. Un affresco quattrocentesco (1472) raffigura Gesù Crocifisso ritratto con la Vergine Maria e San Giovanni Evangelista, ubicato sull'altare, che da restauri recenti ha svelato un ulteriore frammento d'affresco d'epoca anteriore.

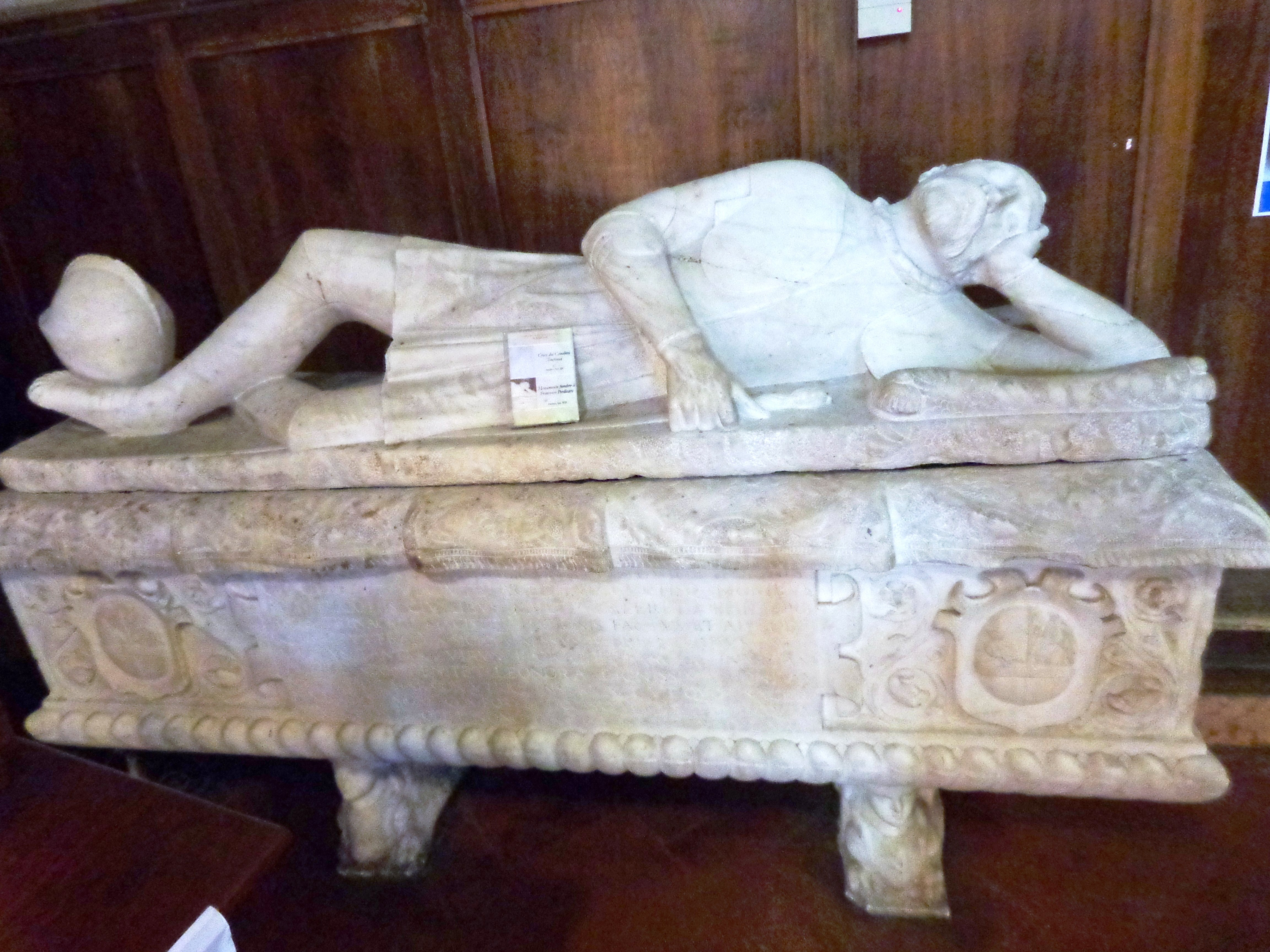
Sarcofago Perdicaro.

L'altare in marmi mischi accoglie un Crocifisso del XVII secolo, sotto la mensa la teca contenente il Cristo morto.
Un Cuore di Gesù domina l'aula da una mensola della controfacciata, una statua in gesso rappresenta i pellegrini che presso la Magione trovarono accoglienza e conforto.

#### Antioratorio di Santa Cecilia
- Bifora probabilmente IX secolo, con iscrizione in arabo.
- Crocifissone, affresco con Maria e Giovanni Evangelista, ai lati la figura minuta in basso è il Cavaliere Teutonico committente, opera del 1512.

- Santa Cecilia, dipinto raffigurante la patrona dei musicisti e cantanti, opera di Giacomo Lo Verde.[14][15]

#### Collegio della Vitrera
- 1592, Collegio della Vitrera o Conservatorio di Santa Maria Maggiore detto delle «Male Maritate alla Vetraia».[16]

#### Monastero - convento - chiostro
Madonna delle Grazie, affresco rinascimentale, mura portico del chiostro.
Portale rinascimentale, portico del chiostro.

#### Chiesa dei Santi Euno e Giuliano
La Chiesa dei Santi Euno e Giuliano fu voluta nella seconda metà del XVII secolo dalla Confraternita dei Seggettieri o "Vastasi di cinga" o portantini, ossia i costruttori o conduttori di portantine. I lavori iniziarono nel 1651 e terminarono nel 1658.

#### Collegio di Santa Maria della Sapienza
- 1740, Istituzione sorta per accogliere, educare ed istruire le ragazze povere del rione. Ospitò le Suore di Madre Teresa di Calcutta.[17]
- 1782, L'edificio confluisce sotto il patronato dei re borbonici.
- 1787, 30 maggio, Ferdinando III di Borbone la aggrega all'Ordine Costantiniano di San Giorgio.[18][19]

#### Restauri

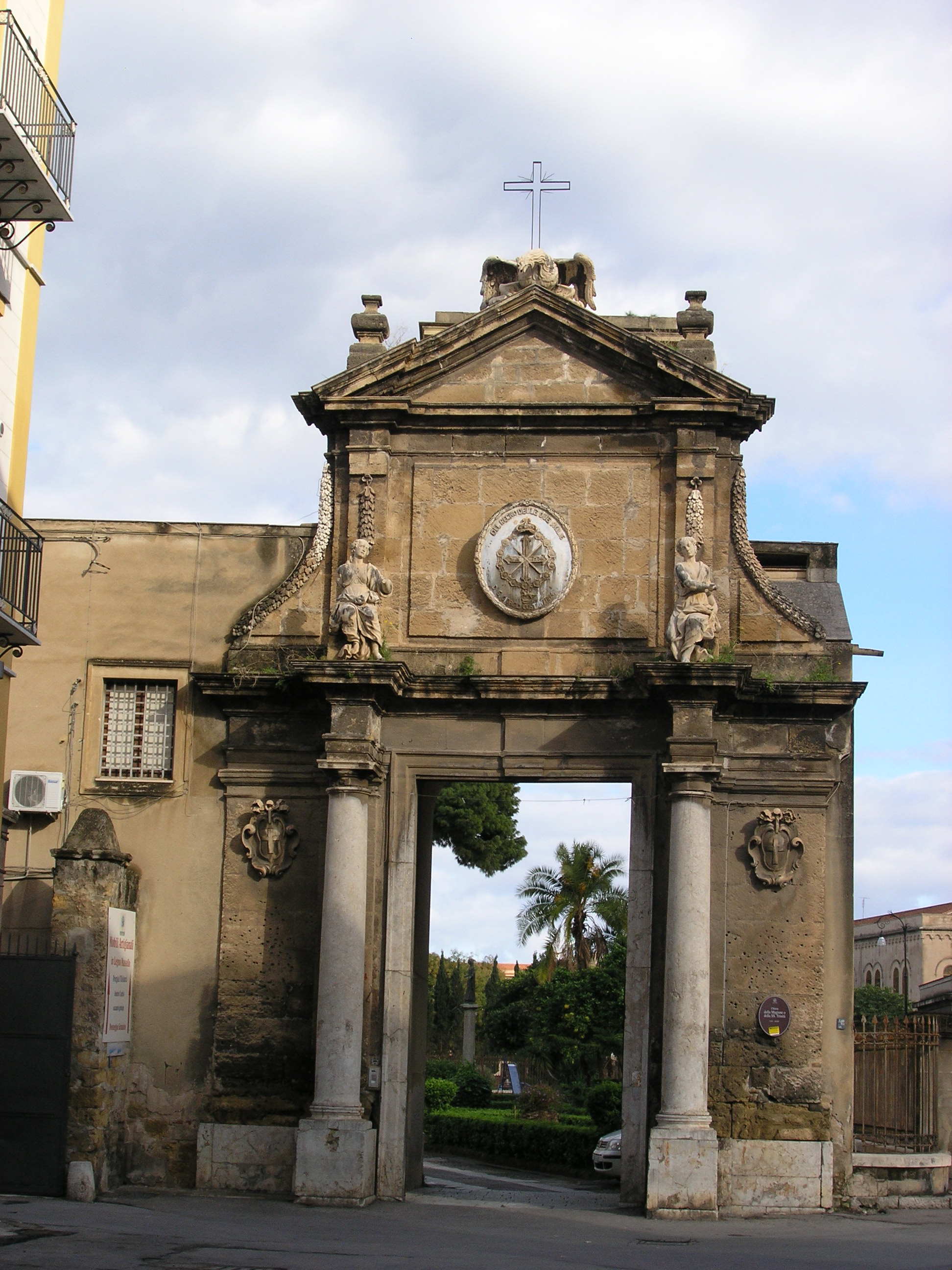
Portale barocco.

è del XIX secolo il primo restauro, volto al ripristino delle originarie linee arabo - normanne fu diretto da Giuseppe Patricolo negli ultimi decenni di detto secolo.
Il sacro recinto ha subito varie trasformazioni nel tempo. Nel 1717 è documentata l'edificazione del portale barocco e l'integrazione di un loggiato in stile neoclassico su tutta la facciata, manufatto demolito durante il restauro condotto nel 1920 da Francesco Valenti.
Nel secondo dopoguerra seguirono alcuni restauri a causa dei bombardamenti del 1943.

## L'edificio attuale

### Facciata
La facciata è caratterizzata da tre portali a sesto acuto, più piccoli i due laterali, strombati e incorniciati da bugne. Nel secondo ordine è presente una teoria di cinque monofore, delle quali tre cieche quelle centrali. Nel frontone che chiude il prospetto, tre monofore, quella centrale è posta in asse con il portale principale.
Il motivo delle monofore con ghiere si ripropone sui fianchi laterali e nelle absidi, delle quali, quella centrale è disegnata da archi intrecciati ben sporgenti mentre nelle minori, recanti slanciati archi a sesto acuto, sono appena accennati.

### Interno
La chiesa si presenta come un particolare esempio di arte arabo - normanna con le finestre ogivali incassate e il motivo delle arcate intrecciate riprodotto nell'abside tipico del periodo. Otto colonne, sei archi e vari livelli calpestabili conducono nel presbiterio.
Un dipinto su tavola proveniente da questa chiesa si conserva nel Museo Diocesano di Palermo.

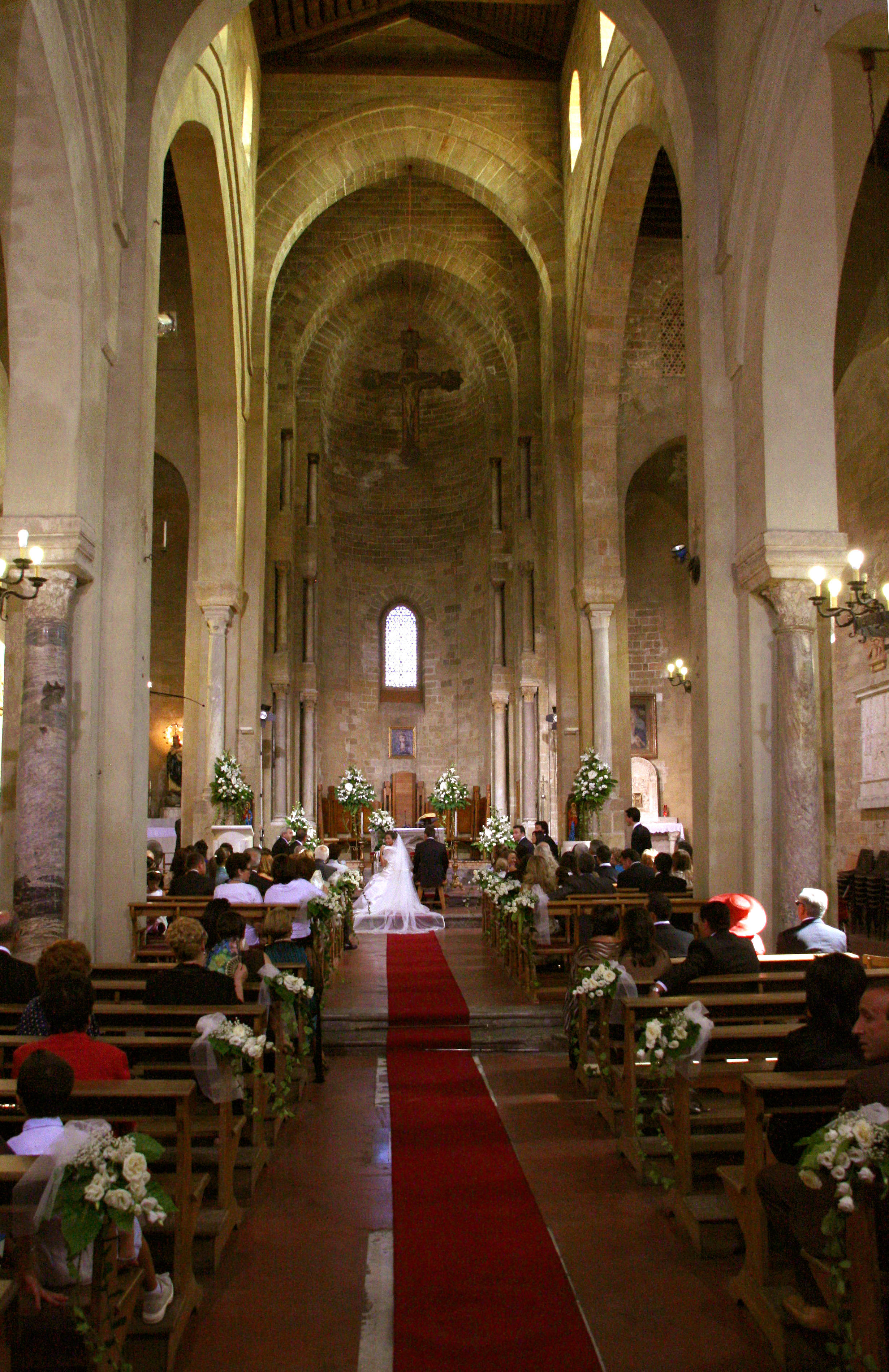
Navata centrale.

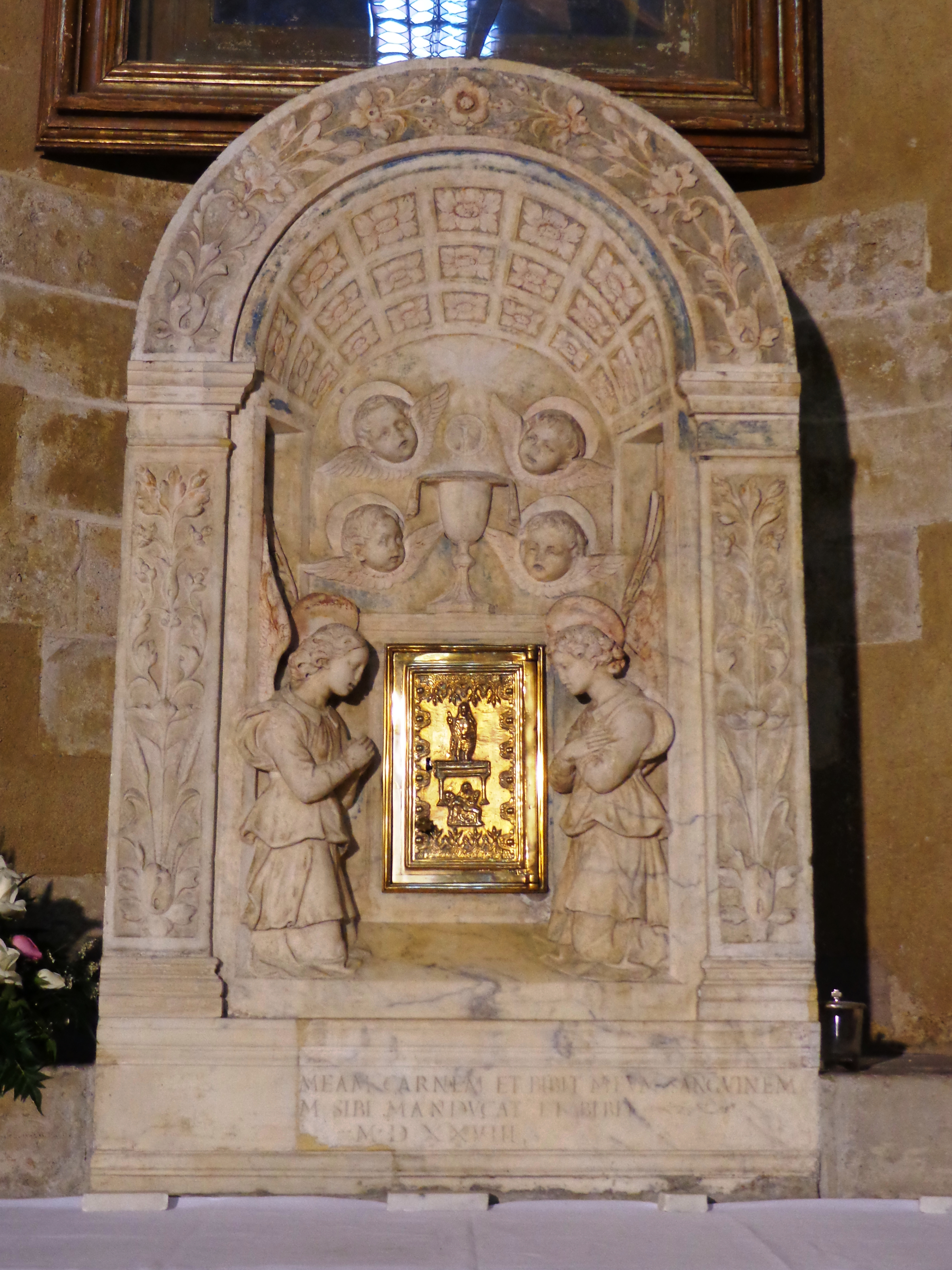
Tabernacolo.

#### Navata destra

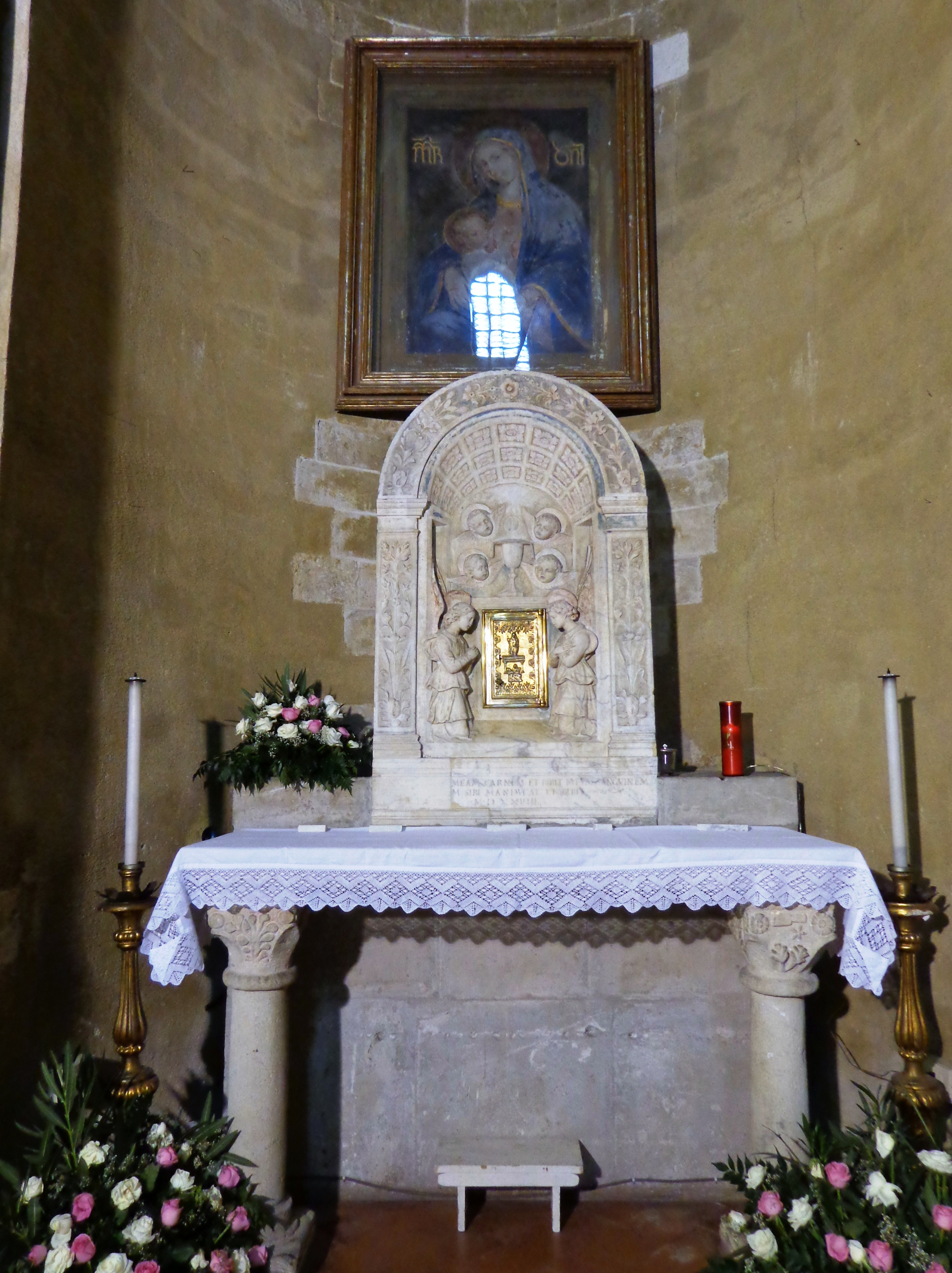
Absidiola destra.

- Pietà, scultura marmorea, opera di Archimede Campini del 1953. In epoca rinascimentale nella primitiva Cappella della Pietà è documentata l'opera omonima commissionata ad Antonello Gagini nel 1513 e realizzata in seguito dal figlio Vincenzo Gagini,[20][21] manufatto in mistura di stucco su basamento marmoreo.[22] Distrutta dai bombardamenti della seconda guerra mondiale, dell'opera sono conservati dei frammenti.
- Acquasantiera, manufatto marmoreo del XVI secolo.

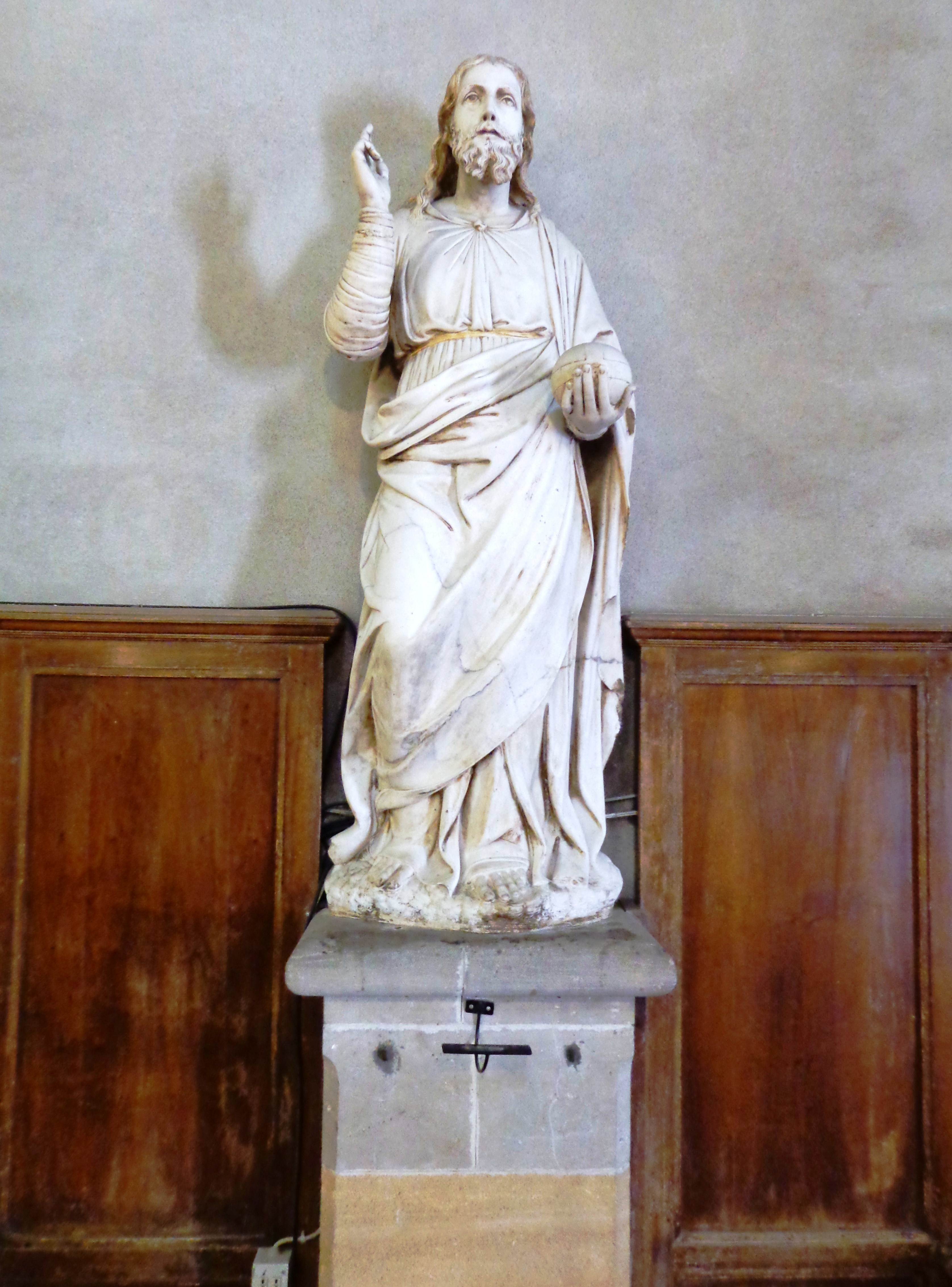
Cristo benedicente.

- Cristo benedicente, scultura marmorea, opera della bottega dei Gagini.

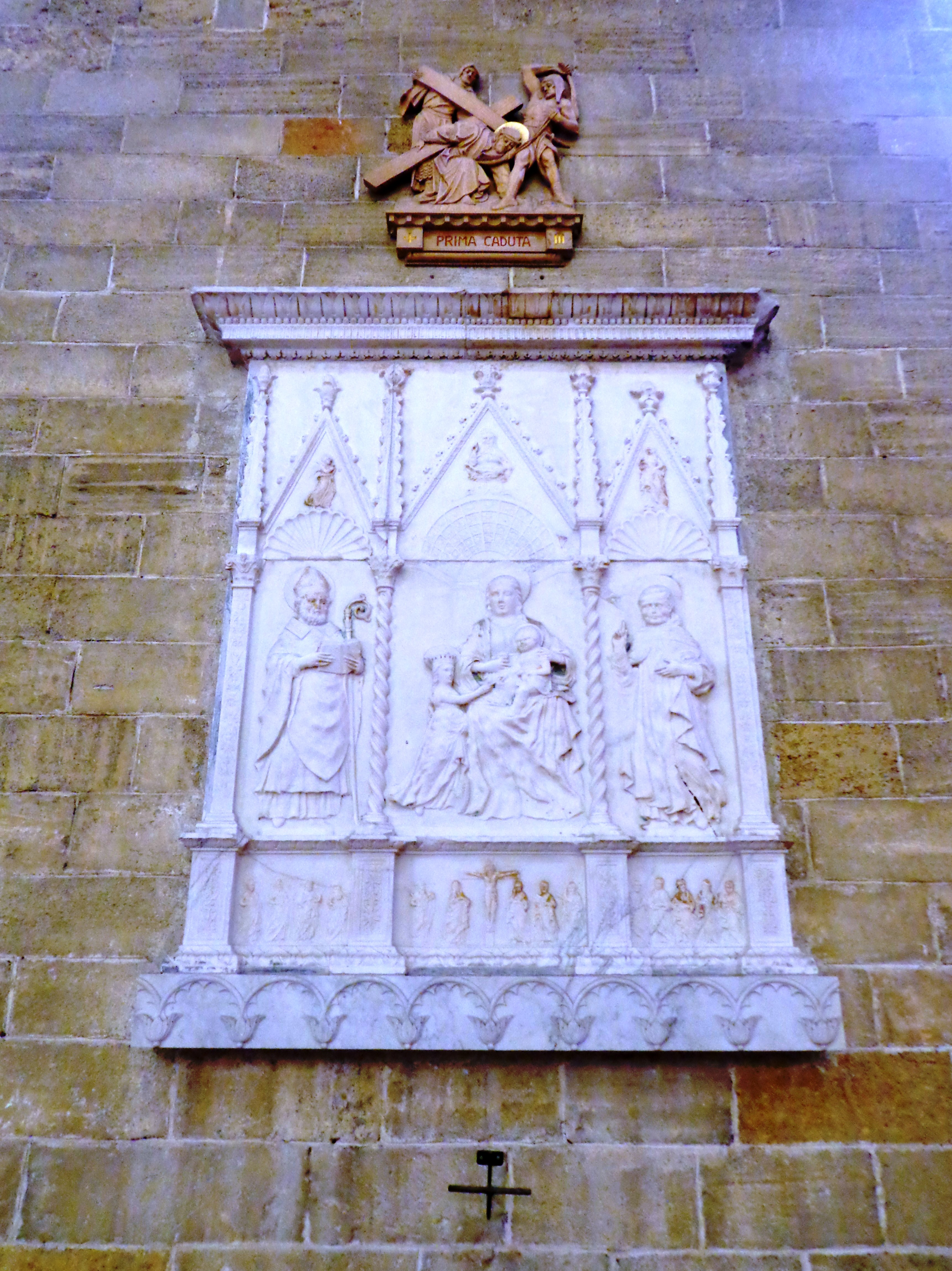
Trittico.

- Trittico, manufatto in marmo bianco. Le figure maggiori rappresentano la Santa Vergine con Bambino e Santa Caterina d'Alessandria con la ruota dentata simbolo del martirio. Due santi, verosimilmente San Nicola di Bari e San Bernardo da Chiaravalle o San Domenico ai lati. In alto la raffigurazione dell'Annunciazione con il Padreterno, Maria e l'arcangelo Gabriele. Nella predella in basso Crocifissione: Cristo in croce affiancato da Apostoli e Santi. Opera documentata dietro l'altare maggiore, verosimilmente costituiva la primitiva Cappella del Rosario costruita dai Domenicani.[23]
- Cappella di Santo Stefano, altare documentato con quadro di Santo Stefano Protomartire.[24]

#### Navata sinistra
- Croce, manufatto in pietra raffigurante l'emblema dei Cavalieri Teutonici del XV secolo.
- Sarcofago, monumento funebre di Francesco Perdicaro, Maestro Razionale del Regno, opera di Vincenzo Gagini. Reca la data del 9 dicembre 1567, all'interno del sarcofago è stata tumulata, per precisa volontà del committente, anche la salma della moglie Eleonora.
- Madonna col Bambino, statua marmorea, della bottega dei Gagini del XVI secolo.
- Portale, manufatto rinascimentale attribuito a Francesco Laurana. Il varco introduce alla sacrestia.

#### Presbiterio
- Cappella di San Luca.[25] Mirabile tabernacolo di scuola gaginiana datato 1528. Sulla parete della calotta la lavagna raffigurante la Madonna delle Grazie del XV secolo.
- Cappella di Santa Apollonia.[25] Sull'altare l'Immacolata Concezione.
- Cappellone ornato da 16 colonnette marmoree. Nel catino dell'abside il dipinto Vergine Incoronata. Il quadro documentato della Santissima Trinità raffigurante i tre angeli e Abramo adorante "tres vidit et unum adoravit", e poi temporaneamente collocato in sacrestia, opera del cosiddetto Maestro delle Incoronazioni degli inizi XV secolo, è custodito presso il Museo Diocesano.[26]

Al centro della navata Crocifisso sospeso del XII secolo.

## Feste religiose
- Corpus Domini, Corteo processionale verso la Cattedrale, prerogativa concessa da Papa Urbano IV, funzione documentata.[27]

## Ordini affiliati - Cistercensi e OESSH e altre chiese antiche

### Chiese probabilmente edificate su edifici Arabi
- Chiesa della Madonna di Monte Oliveto
- Cappella dell'Incoronata
- Chiesa di Santa Maria la Mazzara

#### Ordine Cistercense
Altre chiese del ordine cistercense a Palermo sono:
- Chiesa del Santo Spirito (Palermo)
- Chiesa di San Nicolò al borgo detta anche ''lo Gurgo ''

#### OESSH
Luoghi sacri/Chiese a vario titolo e grado sono correlate all'Ordo Equestris Sancti Sepulcri Hierosolymitani (OESSH)  i custoditi siciliani dall'Ordine equestre del Santo Sepolcro di Gerusalemme:
| - Chiesa di Sant'Andrea a Piazza Armerina di Enna - Chiesa capitolare di San Cataldo di Palermo - Chiesa di Santa Maria di Gerusalemme o "in Jerusalem" di Palermo - Chiesa di Santa Cristina la Vetere di Palermo - Chiesa di San Giovanni dei Lebbrosi di Palermo - Oratorio di Santa Caterina d'Alessandria di Palermo - Chiesa capitolare di San Giuliano di Catania. - Chiesa dell'Immacolata Concezione o dell'Immacolatella di Trapani - Chiesa di Santa Croce di Messina - Chiesa di San Nicolò Regale di Mazara del Vallo - Chiesa dei Santi Pietro e Paolo d'Agrò di Casalvecchio Siculo - Cattedrale di Santa Maria Nuova di Monreale |